# Soldato Peter
Soldato Peter è un film del 2023 diretto da Gianfilippo Pedote e Giliano Carli.

## Trama
Un soldato ripercorre con angoscia il suo tempo vissuto in trincea.

## Distribuzione
Il film è stato distribuito nelle sale cinematografiche italiane a partire dal 29 ottobre 2023.